# Kigeli IV de Ruanda
Kigeli IV Rwabugiri (1840-noviembre de 1895) fue el rey ("mwami") del Reino de Ruanda a finales del siglo XIX. Fue uno de los últimos reyes Nyiginya en una dinastía gobernante que había rastreado su linaje cuatro siglos atrás hasta Gihanga, el primer rey "histórico" de Ruanda cuyas hazañas se celebran en las crónicas orales.  Era un tutsi  con el nombre de nacimiento Sebizoni. Fue el primer rey en la historia de Ruanda en entrar en contacto con los europeos. Rwabugiri ejerció su autoridad desde 1867 hasta 1895. Murió en septiembre de 1895, durante una expedición en el Estado libre del Congo, poco después de la llegada del explorador alemán Conde Gustav Adolf von Götzen. Su hijo adoptivo, Mibambwe IV Rutarindwa, fue proclamado el próximo rey.

## Contexto histórico
La historia de la Ruanda precolonial se enmarca dentro de un contexto bastante complejo. Existe toda una serie de pueblos que, desde los orígenes, se asientan en las orillas de los grandes lagos africanos, como el Victoria, Kivu o Tanganica. Estos primeros pueblos serán, a grandes rasgos, los bantúes Twa y los hutus, que se caracterizaban por ser agricultores y alfareros. Estaban gobernados por pequeños jefes o "bahinza", que mezclaban la política con la agricultura. La llegada de los tutsis no se producirá hasta los siglos XIV y XV, y es a partir de este momento cuando el poder se vuelca en torno a ellos: pasan a hacerse cargo de las zonas que habían sido ocupadas tiempo atrás por los hutus, y es la propiedad de las tierras lo que hizo que los tutsis ascendieran rápidamente al poder, pues le permitió controlar los principales recursos de la región. Se estableció un pacto clientelista denominado "ubuhake", por el que los hutus, agricultores, confiaban todas sus posesiones a los tutsis, que a cambio les garantizaban protegerles. Así es como nace la corte real tutsi, a través de la dinastía Nyiginya, que se inaugurará con el rey Gihanga y se mantendrá durante muchos siglos, y así se llegará al período en el que Kigeli IV gobernó, el último cuarto del siglo XIX.

## Vida
Toda su familia procedía del linaje tutsi de los Nyiginya, y Rwabugiri, nuevo nombre que adoptó tras su proclamación como monarca, literalmente significa "El Jefe". Recibió apoyos del linaje de su madre, Kono, aunque también los Ega eran partidarios de Rwabugiri, pero la avaricia de su madre por aliarse con figuras mpoderosas de los grandes linajes de Ruanda precipitó su muerte alrededor del año 1876 o 1877. Tras la muerte de su madre, Rwabugiri reveló una nueva faceta que se caracterizó por ataques, campañas e incursiones en el exterior de sus fronteras.
Casándose con Kanjogera, hija de Rwakagara, jefe de los Abakagara, consiguió el respaldo de este linaje para afianzar su gobierno e inició una campaña de persecución contra los conspiradores de la muerte de su madre Murorunkwere. Entre ellos se encontraban Nzirumbanje, su hermano, y sus tres hijas, con las que había contraído matrimonio Rwabugiri, y con las que había tenido una serie de hijos, entre los que se encontraba Rutarindwa, que en el futuro sería nombrado sucesor de Kigeli IV. A este le perdonaría la vida, pero no al resto de su familia, que fue condenada a muerte por traición. Con este movimiento, el rey pretendía relajar el continuo espíritu de tensión que se respiraba entre los linajes de Kono y Ega.
Sin embargo, un rey siempre debía tener una figura de madre que le respaldase, por lo que Rutarindwa necesitaba ser asignado una madre adoptiva denominada "umugabekazi", que tenía que reunir dos requisitos: pertenecer al mismo linaje que la madre biológica y no tener ningún hijo biológico que pudiera aspirar a convertirse en rey de Ruanda. Kigeli, sin embargo, ignoró ambos, y decidió nombrar a su mujer, Kanjogera, "umugabekazi" de Rutarindwa. Esta acción hizo que, a posteriori, se condenara a Rutarindwa como ilegítimo y se viera a la dinastía Nyiginya como un linaje decaído, que no mantenía el espíritu que tenía desde el siglo XV. 

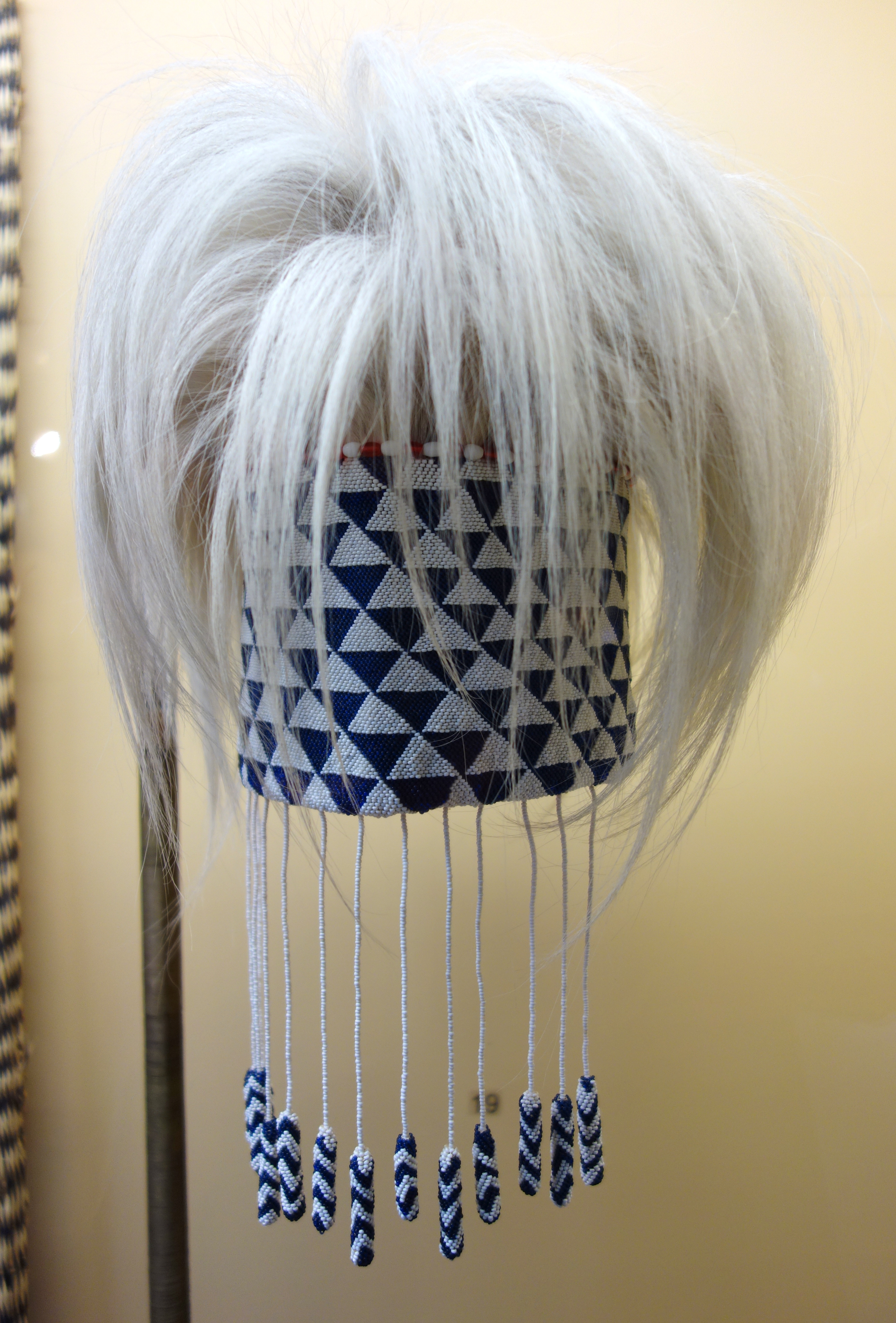
Diadema de Kigeli IV, ubicada en el Museo Real de África Central en Tervuren, Bélgica.

## Política exterior[4]
El reinado de Rwabugiri es recordado especialmente por su activa actividad como estratega y militar, pues llevó a cabo continuos ataques a los pueblos vecinos de Ruanda, ya que todos eran susceptibles de convertirse en una seria amenaza para el reino, especialmente el de Bushi. En la mayoría de los casos, la obtención de botín se limitaba a la adquisición de grandes grupos de ganado, pero en otras sí que se conseguía debilitar, de forma tanto administrativa como política, a estas entidades. También encontramos casos en los que el "mwami" trató a toda costa de ocupar los territorios que se levantaban contra el suyo o que se mostraban hostiles a ser influenciados por él.
En una primera fase, a partir de la década de 1870, Rwabugiri se centró en los territorios de Ijwi y Mirambo, zonas en las que quería obtener botín de la forma más rápida posible, aunque el resultado de estas campañas es absolutamente desconocido. Una tercera incursión fue enviada a Burundi antes del asesinato de la madre del rey por un sobrino de esta, pero en este caso sí que se sabe que se obtuvo un gran botín. Entre 1879 y 1880, las operaciones se dirigirán hacia la zona dominada por los Bumbaka, en las inmediaciones del Lago Eduardo, cuya conquista permitió adquirir ganado. Un nuevo intento de conquista de Burundi en 1882 fue aprovechado por el rey para sentenciar a muerte a su tío Nkoronko, otro de los conspiradores de la muerte de su madre, mediante su envío a esta nación como general; en un momento determinado, sus propias tropas le traicionaron y asesinaron, poniendo fin a lo que hubiera sido un posible usurpador del trono. 
El rey se involucrará más en la dirección de su ejército durante las campañas dirigidas al oeste de Ruanda, lo que correspondería actualmente con la República Democrática del Congo, y sus ofensivas se harán más numerosas a medida que transcurra su gobierno, aprovechando las tensiones existentes en las familias reales al oeste de Ruanda. En este momento tiene lugar la segunda lucha contra Ijwi, a lo largo de 1882 y 1883, pueblo que estaba dirigido por Kabego. A su muerte, el heredero e hijo de Kabego, Nkundiye, se asegurará el trono con el respaldo de Kigeli IV, y a cambio el nuevo rey le ayudará en algunas ofensivas contra pueblos vecinos. Sin embargo, algunos sectores de las altas esferas ruandesas decidieron condenar falsamente a Nkundiye como traidor, de tal modo que Kigeli inició una campaña de persecución contra el jefe del Ijwi. 
La última década de gobierno de Rwabugiri será dedicada a la invasión y sometimiento de los estados shi, asentados en la región de Bushi, cerca del Lago Kivu. El despliegue de efectivos y la frecuencia con la que se realizaron los ataques son una muestra evidente del interés del "mwami" por  la zona, pero sus rivales fueron los más poderosos contra los que el rey se tuvo que enfrentar, pues poseían una gran estructura administrativa interior que les permitió resistir durante algún tiempo. Sin embargo, los dos primeros encuentros cara a cara supusieron un fracaso para Rwabugiri, que tuvo que acogerse a estrategias innovadoras para un estado como Ruanda: el uso de espías y la intromisión, por parte de Ruanda, en las élites políticas de los estados shi, entre otras. 
La batalla de Nanywilili fue un momento determinante del conflicto, pues marca el final de la primera etapa de la intensidad ofensiva de Kigeli IV contra Bushi. En Nanywilili, el rey perdió a varios de sus mejores generales, como Nyirimigabo y Nyamushanja; de este último se dice que sus soldados le abandonaron en mitad de la batalla, lo que supuso que todos ellos tuvieran que pagar como retribución una cabeza de ganado por persona. A partir de 1886 Bushi quedó fuera del interés de Ruanda por un tiempo, ya que las campañas se centraron sobre todo en atacar a Nkundiye en Ijwi, pero en 1890 Bushi fue atacada con mayor efectividad y Rwabugiri se hizo con pequeños triunfos, como la ejecución de pequeños jefes regionales o la captura de ganado. Un año antes de morir, Kigeli IV emprendió su última ofensiva como rey y jefe militar contra Nkore, y en el marco de esta únicamente se debe señalar la batalla de Shongi, en la que se consiguió un gran número de cabezas de ganado. La muerte de Kigeli IV Rwabugiri tuvo lugar en noviembre de 1895, cuando se encontraba inmerso en una campaña al oeste de Ruanda, en el Estado Libre del Congo. Así, su hijo Rutarindwa fue proclamado rey como Mimambwe IV, aunque moriría un año más tarde que su antecesor por el golpe de Estado de Rucunshu.